# Élisabeth Celnart
Élisabeth-Félicie Canard, dite Bayle-Mouillard ou Élisabeth Celnart, née à Moulins (Allier) le 30 septembre 1796 et morte à Paris le 15 mai 1865, est une femme de lettres française.

## Biographie
Elle est la fille de Nicolas-François Canard et de Élisabeth Groujus. Son père, professeur au lycée de Moulins, est aujourd'hui connu pour divers travaux en économie et en droit. Il permit à sa fille d'accomplir des études secondaires, fait remarquable pour l'époque.
Elle épousa un avocat de Clermont-Ferrand, Jean-Baptiste Bayle-Mouillard, qui devint avocat général à la cour royale de Riom. Elle y rédigea de nombreux ouvrages de genres divers et son renom dépassa de loin le cadre de sa province auvergnate. Pour Pierre Larousse, « elle se fit connaître par de nombreux ouvrages écrits, pour la plupart, dans le but d’instruire ou de moraliser les femmes et les jeunes filles ». Elle est notamment l'auteur de plusieurs « manuels Roret » faits sur commande de leur éditeur Nicolas Roret.
Comme sa contemporaine Marie Armande Jeanne Gacon-Dufour, Celnart fut une auteure prolifique et, comme elle, elle publia de nombreux ouvrages sur la vie rurale et l'économie domestique. Son Manuel complet d'économie domestique, paru en 1826 et plusieurs fois réimprimé, contient des recettes culinaires, des recettes de conserves et de vinaigre, des propos sur la cave, la préparation des tonneaux et les soins à donner au vin, des notices sur le muscat, le vin de Lunel, le Malaga, l'absinthe, la bière et le kwas, des procédés pour reconnaître les falsifications.
En 1834 paraît son ouvrage le plus connu, Le Guide de la parfumerie, ou Manuel du parfumeur. S'il est taxé dès sa parution de plagiat, il sera cependant très prisé, souvent réédité, également traduit en plusieurs langues et à son tour largement plagié. De larges sections y sont consacrées aux parfums, dentifrices, cosmétiques et soins capillaires, avec une attention particulière à leur fabrication.

## Liste des publications
Manuels Roret
- Manuel du zoophile, ou l’Art d’élever et de soigner les animaux domestiques, contenant l’art de connaître, nourrir, dresser convenablement, de soigner et de guérir les bœufs, brebis, chèvres, ânes, volailles, pigeons, etc., 1827
- Manuel du charcutier, ou l'Art de préparer et de conserver les différentes parties du cochon, d'après les plus nouveaux procédés, précédé de l'art d'élever les porcs, de les engraisser et de les guérir, 1827 Texte en ligne
- Manuel complet d'économie domestique, contenant toutes les recettes les plus simples et les plus efficaces sur l'économie rurale et domestique, à l'usage de la ville et de la campagne, 1827
- Manuel des Dames, ou l'Art de la toilette, suivi de l'Art du modiste et du mercier-passementier, 1827. Réédité sous le titre Manuel des dames, ou l'art de l'élégance, sous le rapport de la toilette, des honneurs de la maison, des plaisirs, des occupations agréables, 1833. Texte en ligne
- Manuel des demoiselles, ou Arts et métiers qui leur conviennent, et dont elles peuvent s'occuper avec agrément : tels que la couture, la broderie, le tricot, la dentelle, la tapisserie, les bourses, les ouvrages en filets, en chenille, en ganse, en perles, en cheveux, etc., 1830
- Manuel du parfumeur, 1834

- Manuel complet des domestiques, ou l'art de former de bons serviteurs ; savoir : maîtres d'hôtel, cuisiniers, cuisinières, femmes et valets de chambre, frotteurs, portiers, concierges, bonnes d'enfants, cochers, valets d'écurie, etc., 1835 Texte en ligne
- Manuel complet des jeux de société, 1836
- Manuel complet de la maîtresse de maison et de la parfaite ménagère, 1837
- Nouveau manuel complet de la bonne compagnie ou guide de la politesse, 1839
- Nouveau manuel complet de la broderie, indiquant la manière de dessiner et d'exécuter tout ce qui est relatif à cet art, contenant les broderies en coton, fil, laine, soie, or, argent, lamés de toute espèce, tapisserie, chenilles, plumes, ganses, rubans, etc., 1840 Texte en ligne
- Nouveau manuel complet du fleuriste artificiel et du feuillagiste, ou l'Art d'imiter d'après Nature toutes espèces de fleurs en papier, batiste, mousseline et autres étoffes de coton, en gaze, taffetas, satin, velours ; de faire des fleurs en or, argent, chenille, plumes, paille, baleine, cire, coquillage et en cheveu ; les fleurs de fantaisie, les fruits articiels, les feuillages, 1901 Texte en ligne
- Manuel à l'usage des nourrices, s. d.

Autres
- L'Inquisition, poëme historique en quatre chants. Précédé d'un abrégé et suivi de notes sur l'histoire du Saint-Office, Paris, Villet et L'Advocat, 1824

- La Sortie de pension ou la Bonne tante, 1825
- De la bonne cousine, des dimanches, de la bonne tante, des consolations chrétiennes, Paris, Villet, 1825, 410 p.
- Betshali ou la Dispersion des Juifs. Suivi de notes historiques, Paris, Castel de Courval, 1825, 4 vol.
- Choix d'anecdotes anciennes et modernes recueillies des meilleurs auteurs, par Antoine Denis Bailly, augmentée par Mme Celnart, Paris, 1827, 4 vol.
- L'Art de fertiliser les terres, ou Instructions faciles sur la nature et les qualités des terres, la manière de les connaître, de les améliorer, de corriger leurs défauts et de préparer les engrais, Paris, L. Colas, 1828, in-18, 110 p., et 1831, in-18[3]
- Des machines, de leur influence sur la prospérité de la nation et le bien-être des ouvriers, Léopold Turck & M. Bérenger, 1831, 3 éditions.
- Du progrès social et de la conviction religieuse, Paris, Treuttel et Wurtz, 1840, 499 p.
- Recueil des poèmes d’Elisabeth Celnart, Paris, Paulin, 1843, 320 p.

## Source
- Joseph-Marie Quérard, Les supercheries littéraires dévoilées. Galerie des auteurs apocryphes et La France littéraire, t. XI